# Convenção Batista Nacional
Convenção Batista Nacional é uma denominação cristã evangélica de batista carismática em Brasil. Ela é afiliada à Aliança Batista Mundial. A sede está localizada em Brasília.

## História
Convenção Batista Nacional formou-se a partir de um grupo de 52 Igrejas Batistas no Brasil, principalmente de Minas Gerais, congregadas em janeiro de 1965, que aceitaram a doutrina 
do movimento Carismático sobre dons do Espírito Santo em suas crenças. 
O surgimento do grupo que daria origem à Convenção Batista Nacional deu-se oficialmente, em janeiro de 1965, na cidade de Niterói. A Convenção Batista Brasileira excluíra cerca de 32 igrejas de sua filiação, em 1966 o número de igrejas desligadas chegou a 52.
Inicialmente criou-se a Ação Missionária Evangélica (AME), somente em 16 de setembro de 1967 a AME passou a se chamar Convenção Batista Nacional, por ocasião da primeira Assembléia Geral, realizada na Igreja Batista da Lagoinha.
De acordo com um censo da associação, em 2023 ela disse que tinha 2.730 igrejas e 403.318  membros. 

## Crenças
A Convenção tem uma confissão de fé  batista carismática.

## Missões
A Junta Administrativa de Missões (JAMI) é a agência missionária transcultural da Convenção Batista Nacional fundada em janeiro de 1995. É uma organização religiosa, missionária, filantrópica, sem fins lucrativos, com sede em Belo Horizonte, MG.
A Jami tem como missão conscientizar, promover, apoiar e coordenar a visão missionária transcultural das igrejas batistas nacionais: recrutando, treinando, orientando e enviando missionários para fazer discípulos de Jesus Cristo entre as nações.

## Escolas
A convenção é parceira do Seminário Teológico Batista Nacional em São Paulo.

## Pastores Presidentes da Convenção Batista Nacional
A ORMIBAN (Ordem dos Ministros Batistas Nacionais) é uma instituição da CBN, constituída pelos pastores e ministros pertencentes às igrejas filiadas à CBN.
O presidente da convenção é eleito por maioria absoluta da Assembléia Geral, com mandato de dois anos, podendo ser reeleito para até mais dois mandatos consecutivos.
Achillis Barbosa (1967) presidente de honra
Elias Brito (1967-69)
Renê Pereira (1969-70, 1974-75 e 1977-79)
Antônio Barbosa (1970-72)
Rosivaldo de Araújo (1972-74)
Eclésio Menezes (1975-77  e 1979-83)
Enéas Tognini (1983-95 e 1999-2001)
Daniel Leite (1995-99)
Cláudio Ely (2001-07)
José Carlos (2007-11)
Edmilson Vila Nova (2013-19)
Jesus Aparecido (2019-   )